# Sefofane Air Charters
Sefofane Air Charter es una compañía charter con base en Maun, Botsuana, África.

## Información útil
De acuerdo con la página web de la compañía,operan en Botsuana, Namibia, Sudáfrica, Zimbabue, y Zambia. La base de operaciones principal de la aerolínea se encuentra en Maun, Botsuana. La aerolínea fue fundada en 1991 por Neil Lumsden y Suzy Lumsden operando una Cessna 206. A día de hoy Sefofane opera más de treinta aviones y tiene su propia compañía de mantenimiento, Northern Air Maintenance. La compañía efectúa principalmente vuelos para Wilderness Safaris, una de las mayores agencias de safari en el Sur de África.

## Servicios
Aunque Sefofane es un operador charter, tuvo durante un tiempo vuelos regulares entre:
Johannesburgo y Lowveld, Sudáfrica.
Johannesburgo y Pafuri, Sudáfrica. Pafuri es un campo de lujo gestionado por Wilderness Safaris como puerta de entrada al Parque Nacional Kruger.

## Flota
Sefofane Air Charters vuela con los siguientes tipos de avión:
- Beechcraft Baron 55[4]
- Beechcraft Baron 58[4]
- Beechcraft 1900 Airliner[4]
- Beechcraft Super King Air 200[4]
- Cessna 206 Stationair[4]
- Cessna 208B Grand Caravan[4]
- Cessna 210 Centurion[4]
- Cessna 310[4]
- Cessna 402[4]
- Cessna Mustang[4]
- Pilatus PC-12[4]

## Seguridad
La compañía tuvo un accidente fatal de Cessna 210 en abril de 2010. El avión aparentemente se partió en el aire durante un vuelo desde Damaraland a Swakopmund, Namibia. El piloto fue el único que viajaba a bordo.